# Подалинский, Алексей Евгеньевич
Алексей Евгеньевич Подалинский (род. 8 апреля 1973, Москва) — советский и российский хоккеист, нападающий. Мастер спорта России. Тренер.

## Биография
Воспитанник московского «Динамо». Начинал играть за «Динамо-2» Москва (1990/91 — 1993/94). В 1994 году провёл четыре матча за «Динамо». В сезонах 1994/95 — 1995/96 играл во втором немецком дивизионе за «Трир». Пять сезонов провёл в низших североамериканских лигах в командах «Нэшвилл Найтхокс» (CHL, 1996/97), «Такома Сэйберкэтс» (WCHL, 1997/98 — 1998/99), «Лас-Вегас Тандер» (IHL, 1998/99), «Джэксонвилл Лизард Кингз» (1999/2000) и «Уилинг Нэйлерз» (обе — ECHL, 2000/01).
Вернувшись в Россию, играл за «Крылья Советов» (2001/02) и «Торпедо» Нижний Новгород (2002/03).
Тренер в ДЮСШ ЦСКА (2011). В МХЛ тренер команд «Капитан» Ступино (2017/18) и «Сибирские снайперы» Новосибирск (2019/20 — 2021/22). Главный тренер команды «Русские витязи» Балашиха (2022/23 — 2023/24), ассистент главного тренера Максима Беца (с 2024).